# Martin Putze
Martin Putze (Apolda, 14 gennaio 1985) è un ex bobbista tedesco, vincitore di un oro olimpico a Torino 2006 e di un argento a Vancouver 2010 e di tre titoli mondiali, successi tutti ottenuti nella disciplina a quattro.

## Biografia
Compete professionalmente dal 2004 come frenatore per la nazionale tedesca. Nelle categorie giovanili conquistò due medaglie d'oro nel bob a quattro e un argento nel bob a due ai mondiali juniores di Park City 2011 spingendo le slitte pilotate da Maximilian Arndt.
Esordì in coppa del mondo nella stagione 2004/05 con i team pilotati dal campione André Lange, il 28 novembre 2004 a Winterberg (4º nel bob a quattro), ottiene il suo primo podio nel week-end successivo, il 5 dicembre, ad Altenberg (2º nel bob a due) e la sua prima vittoria a Calgary il 12 novembre 2005 stavolta nel bob a quattro. 
Ai giochi olimpici di Torino 2006 vinse l'oro nel bob a quattro con André Lange (pilota), Kevin Kuske e René Hoppe, mentre a Vancouver 2010 ha conquistato l'argento nella stessa specialità insieme ai compagni Lange, Kuske e Alexander Rödiger. A Soči 2014 fu invece quarto sempre nel bob a quattro gareggiando nell'equipaggio pilotato da Maximilian Arndt.
Putze vanta anche sei medaglie ai Mondiali, di cui tre d'oro, due d'argento e una di bronzo e dieci agli europei tra cui ben sette d'oro.
Nel giugno del 2016 annuncia il suo ritiro dalle competizioni per dedicarsi alla carriera di allenatore.

## Palmarès

### Olimpiadi
- 2 medaglie:
  - 1 oro (bob a quattro a Torino 2006)
  - 1 argento (bob a quattro a Vancouver 2010)

### Mondiali
- 6 medaglie:
  - 3 ori (bob a quattro a Calgary 2005; bob a quattro ad Altenberg 2008; bob a quattro a Sankt Moritz 2013);
  - 2 argenti (bob a quattro a Lake Placid 2009; bob a quattro a Lake Placid 2012);
  - 1 bronzo (bob a quattro a Sankt Moritz 2007).

### Europei
- 10 medaglie:
  - 7 ori (bob a due ad Altenberg 2005; bob a quattro a Cortina d'Ampezzo 2007; bob a due a Sankt Moritz 2009; bob a quattro ad Igls 2010; bob a quattro ad Altenberg 2012; bob a quattro ad Igls 2013; bob a quattro a Sankt Moritz 2016);
  - 2 argenti (bob a quattro ad Altenberg 2005; bob a quattro a Sankt Moritz 2006);
  - 1 bronzo (bob a quattro a Cesana Torinese 2008).

### Mondiali juniores
- 2 medaglie:
  - 1 oro (bob a quattro a Park City 2011);
  - 1 argento (bob a due a Park City 2011).

### Coppa del Mondo
- 53 podi (6 nel bob a due e 47 nel bob a quattro):
  - 19 vittorie (1 nel bob a due e 18 nel bob a quattro);
  - 21 secondi posti (5 nel bob a due e 16 nel bob a quattro);
  - 13 terzi posti (tutti nel bob a quattro).

#### Coppa del Mondo - vittorie
| Data             | Luogo                | Paese    | Disciplina                                                                     |
| ---------------- | -------------------- | -------- | ------------------------------------------------------------------------------ |
| 12 novembre 2005 | Calgary              | Canada   | a quattro con André Lange (pilota), Kevin Kuske e René Hoppe                   |
| 2 dicembre 2006  | Calgary              | Canada   | a quattro con André Lange (pilota), Kevin Kuske e Alexander Rödiger            |
| 26 gennaio 2008  | Sankt Moritz         | Svizzera | a due con André Lange (pilota)                                                 |
| 10 febbraio 2008 | Winterberg           | Germania | a quattro con André Lange (pilota), René Hoppe e Marc Kühne                    |
| 30 novembre 2008 | Winterberg           | Germania | a quattro con André Lange (pilota), Kevin Kuske e Alexander Rödiger            |
| 20 dicembre 2009 | Altenberg            | Germania | a quattro con André Lange (pilota), Kevin Kuske e René Hoppe                   |
| 10 gennaio 2010  | Schönau am Königssee | Germania | a quattro con André Lange (pilota), Kevin Kuske e René Hoppe                   |
| 17 gennaio 2010  | Sankt Moritz         | Svizzera | a quattro con André Lange (pilota), Kevin Kuske e René Hoppe                   |
| 24 gennaio 2010  | Igls                 | Austria  | a quattro con André Lange (pilota), Kevin Kuske e René Hoppe                   |
| 8 gennaio 2012   | Altenberg            | Germania | a quattro con Maximilian Arndt (pilota), Marko Hübenbecker e Alexander Rödiger |
| 22 gennaio 2012  | Sankt Moritz         | Svizzera | a quattro con Maximilian Arndt (pilota), Jan Speer e Alexander Rödiger         |
| 6 gennaio 2013   | Altenberg            | Germania | a quattro con Maximilian Arndt (pilota), Marko Hübenbecker e Alexander Rödiger |
| 20 gennaio 2013  | Igls                 | Austria  | a quattro con Maximilian Arndt (pilota), Marko Hübenbecker e Alexander Rödiger |
| 4 gennaio 2014   | Winterberg           | Germania | a quattro con Maximilian Arndt (pilota), Marko Hübenbecker e Alexander Rödiger |
| 5 gennaio 2014   | Winterberg           | Germania | a quattro con Maximilian Arndt (pilota), Marko Hübenbecker e Alexander Rödiger |
| 29 novembre 2015 | Altenberg            | Germania | a quattro con Francesco Friedrich (pilota), Jannis Bäcker e Thorsten Margis    |
| 6 dicembre 2015  | Winterberg           | Germania | a quattro con Francesco Friedrich (pilota), Jannis Bäcker e Thorsten Margis    |
| 9 gennaio 2016   | Lake Placid          | Germania | a quattro con Maximilian Arndt (pilota), Ben Heber e Kevin Korona              |
| 7 febbraio 2016  | Sankt Moritz         | Svizzera | a quattro con Maximilian Arndt (pilota), Kevin Korona e Ben Heber              |